# Ветроклин
Ветроколин е място в Средната земя от книгите на Джон Толкин, последен остатък от великите гори на Ериадор. Тя се намира в южните склонове на Мъгливите планини, в която все още живеели Ентите през Третата епоха. До тази мистична гора стигат следите на двамата малки хобити Мериадок Брендифук и Перегрин Тук, които са търсени от Арагорн, Леголас и Гимли. Тук двамата хобити се срещат с най-древния жив ент, Дървобрад, заедно с когото вдигат всички енти и хуорни на щурм срещу Исенгард.